# چارلز ون وایک
چارلز ون وایک (به انگلیسی: Charles Henry Van Wyck) سناتور سابق عضو حزب جمهوری‌خواه ایالات متحده آمریکا بود. وی در سال ۱۸۸۱ تا ۱۸۸۷ میلادی سناتور ایالت نبراسکا در سنای ایالات متحده آمریکا بود.